# Raïon de Kastsioukovitchy
Le raïon de Kastsioukovitchy (en biélorusse : Касьцюковіцкі раён, Kastsioukovitski raïon) ou raïon de Kostioukovitchi (en russe : Костюковичский район, Kostioukosvitchski raïon) est une subdivision de la voblast de Moguilev, en Biélorussie. Son centre administratif est la ville de Kastsioukovitchy.

## Géographie
Le raïon couvre une superficie de 1 493,84 km2, dans le sud-est de la voblast. Le raïon de Kastsioukovitchy est limité au nord par le raïon de Klimavitchy, à l'est par le raïon de Khotsimsk, au sud par la Russie (oblast de Briansk), et à l'ouest par raïon de Krasnapolle.

## Histoire
Le raïon de Kastsioukovitchy a été créé le 17 juillet 1924.

## Population

### Démographie
Les résultats des recensements de la population (*) font apparaître une baisse continue de la population depuis 1959. Ce déclin s'est accéléré dans les premières années du XXIe siècle :
| 1959*  | 1970*  | 1979*  | 1989*  | 1999*  | 2009*  |
| ------ | ------ | ------ | ------ | ------ | ------ |
| 52 579 | 47 136 | 39 035 | 34 130 | 32 440 | 26 410 |

### Nationalités
Selon les résultats du recensement de 2009, la population du raïon se composait de trois nationalités principales :
- 91,5 % de Biélorusses ;
- 7,7 % de Russes
- 1,2 % d'Ukrainiens..

### Langues
En 2009, la langue maternelle était le biélorusse pour 73,4 % des habitants du raïon de Kastsioukovitchy et le russe pour 26 %. Le biélorusse était parlé à la maison par 32 % de la population et le russe par 67,5 %.